# Tout Puissant Mazembe
El Tout Puissant Mazembe Englebert (en castellano: «Todopoderoso Mazembe»), anteriormente conocido como TP Englebert, es un club de fútbol de la República Democrática del Congo de la ciudad de Lubumbashi. El club fue fundado en 1939 por monjes benedictinos y disputa sus partidos como local en el Stade TP Mazembe, que tiene una capacidad de 18 000 espectadores. Actualmente juega en la Linafoot, la primera división congoleña.
Su apodo es Les corbeaux (los cuervos) a pesar de tener un cocodrilo con una bola en la boca en el escudo del equipo. El club cuenta con 20 ligas y 5 Copas del Congo, lo que le convierte en uno de los clubes más laureados de la República Democrática del Congo. Además, el Mazembe tiene en su palmarés cinco Ligas de Campeones, el único equipo congoleño, junto al AS Vita Club, que posee este honor. También cuenta con una Recopa Africana y dos Supercopas de la CAF, situándose entre los clubes punteros del fútbol africano.
En 2010, el club hizo historia al convertirse en el primer equipo de África en alcanzar la final de la Copa Mundial de Clubes de la FIFA, rompiendo el dominio tradicional de las potencias continentales de Europa y América del Sur. En la final, disputada en Abu Dhabi, perdió ante el Inter de Milán, campeón de Europa.

## Historia
El Tout Puissant Mazembe fue fundado en 1939 por monjes benedictinos que dirigían el Instituto San Bonifacio (Saint Boniface) de Élisabethville (actual Lubumbashi). Para diversificar las actividades de estudiante para aquellos que no se consagraron que al sacerdocio, los misioneros decidieron establecer un equipo de fútbol, bautizó el equipo Saint Georges FC, Patrón de la Tropa. Este equipo se afilió directamente en la primera división de la Federación Real de Asociaciones Deportivas Indígenas (FRASI), fundada por el rey belga. Al final de temporada Saint Georges FC quedó 3.º.
En 1944, los jóvenes exploradores se pusieron en camino y el FC St. Georges fue rebautizado Saint Paul FC. Algunos años más tarde, la incorporación de ciertos elementos extranjeros en el Instituto haría que los misioneros abandonasen la dirección del equipo. El equipo tomó el nombre de Football Club Englebert después por su patrocinador, una marca de neumáticos. El calificativo de "Tout Puissant" (Todopoderoso) fue añadido al nombre del club después de que conseguir ganar su primer título de liga en 1966 invicto.
Después de la independencia del Congo, el 30 de junio de 1960, el Englebert se reestructuró. En 1966 el equipo logró un histórico triplete al ganar el Campeonato Nacional de Liga, Copa del Congo y Copa Katanga).
En 1967 y 1968 el equipo vivió una primera época dorada al ganar la Copa Africana de Campeones, venciendo en la final al Asante Kotoko y al Étoile Filante de Lomé, respectivamente. Además estas finales ganadas, el Mazembe también jugó las de 1969 y 1970, consiguiendo llegar a la final de la máxima competición continental en cuatro temporadas seguidas. De esta manera, el Mazembe fue el primer equipo en defender con éxito la Copa de Campeones de África. Esta hazaña sólo fue repetida en 2003 y 2004 por el Enyimba.
En 2009, el Mazembe repitió el éxito internacional al ganar la Liga de Campeones, donde venció en la final al Heartland FC en un global de 2-2, que se decidió gracias a los goles anotados fuera de casa por el equipo congoleño. El Mazembe se clasificó, por tanto, a la primera Copa Mundial de Clubes de la FIFA de su historia, donde perdió en cuartos de final frente al Pohang Steelers surcoreano por 2-1.
En la temporada siguiente, el equipo revalidó el título de la Liga de Campeones de la CAF —igualando su propio récord de 1968 y 1969— al ganar al Espérance Sportive de Tunis por un resultado global de 6-1, y se clasificó nuevamente a la Copa Mundial de Clubes de la FIFA disputada en los Emiratos Árabes Unidos. Ya en Abu Dhabi, derrotaron por 1-0 al Pachuca de México en cuartos de final. En semifinales, la sorpresa fue aún mayor, ya que eliminaron al Internacional de Porto Alegre de Brasil por 2-0. Ya en la final frente al Inter de Milán de Italia el Mazembe perdió por 0-3, convirtiéndose en el primer equipo no sudamericano que disputaba la final a uno europeo. El mediocampista, Dioko Kaluyituka, fue galardonado Balón de Plata del torneo.

## Jugadores

### Jugadores destacados
| - Dikilu Bageta - Papin Alakiaku Bananga - Mbenza Bedi - Janvier Bokungu - Pierre Kalala Mukendi - André Kalonzo - Dioko Kaluyituka - Pierre Katumba - Robert Kazadi - Saïdi Léonard - Dieumerci Mbokani - Sony Mpinda - Muamba Musasa - Kazadi Mwamba - Ilunga Mwepu | - Bwanga Tshimen - Martin Tshinabu - Tsholola Tshinyama - Boule Tshizeu - Nega Beraki - Given Singuluma |

#### Plantilla 2024/25
- = Lesionado de larga duración

## Entrenadores
- Pierre Kalala Mukendi (1979-1981)
- Diego Garzitto (2003–04)
- Diego Garzitto (2009-2010)
- Lamine N'Diaye (2010–13)
- Patrice Carteron (2013–2016)[11]
- Hubert Velud (2016)[12][13]
- Thierry Froger (2017)[14][15]
- Pamphile Mihayo (2017-2020)[16][2]
- Drazan Cvetković (2020-presente)[2]

## Participación internacional

### Por competición
Nota: En negrita competiciones activas.
| Competición                                            | Temp. | PJ  | PG  | PE | PP | GF  | GC  | Dif. | Puntos | Títulos | Subtítulos |
| ------------------------------------------------------ | ----- | --- | --- | -- | -- | --- | --- | ---- | ------ | ------- | ---------- |
| Liga de Campeones de la CAF                            | 27    | 207 | 100 | 58 | 49 | 319 | 187 | +132 | 358    | 5       | 2          |
| Copa Mundial de Clubes de la FIFA                      | 3     | 7   | 2   | 0  | 5  | 7   | 13  | -6   | 6      | –       | 1          |
| Recopa Africana                                        | 2     | 14  | 8   | 3  | 3  | 27  | 14  | +13  | 27     | 1       | –          |
| Copa Confederación de la CAF                           | 8     | 70  | 37  | 15 | 18 | 95  | 66  | +29  | 126    | 2       | 1          |
| Supercopa de la CAF                                    | 5     | 5   | 2   | 1  | 2  | 4   | 3   | +1   | 7      | 3       | 2          |
| Copa CAF                                               | 1     | 4   | 3   | 0  | 1  | 9   | 7   | +2   | 9      | –       | –          |
| Total                                                  | 46    | 307 | 152 | 76 | 78 | 461 | 290 | +171 | 533    | 11      | 6          |
| Actualizado a la Copa Confederación de la CAF 2022-23. |       |     |     |    |    |     |     |      |        |         |            |

#### Participaciones (46)
Actualizado a la Temporada 2022-23.
- Liga de Campeones de la CAF (27 participaciones)

1967, 1968, 1969, 1970, 1972, 1977, 1988, 2001, 2002, 2005, 2007, 2008, 2009, 2010, 2011, 2012, 2013, 2014, 2015, 2016, 2017, 2018, 2018-19, 2019-20, 2020-21, 2021-22, 2022-23.
- Copa Mundial de Clubes de la FIFA (3 participaciones)

2009, 2010, 2015
- Copa CAF (1 participación)

2000
- Copa Confederación de la CAF (8 participaciones)

2004, 2006, 2007, 2013, 2016, 2017, 2021-22, 2022-23.
- Recopa Africana (2 participaciones)

1980, 1981
- Supercopa de la CAF (5 participaciones)

2010, 2011, 2016, 2017, 2018

## Palmarés

### Torneos Nacionales (28 títulos)
| Competición nacional                                  | Títulos | Subcampeonatos                                 |
| ----------------------------------------------------- | --- | ---------------------------------------------- |
| Linafoot (20/8)                                       | 1966, 1967, 1969, 1976, 1987, 2000, 2001, 2006, 2007, 2009, 2011, 2012, 2013, 2014, 2016, 2017, 2019, 2020, 2022, 2024,(Récord) | 1999, 2002, 2004, 2008, 2010, 2015, 2018, 2021 |
| Copa de la República Democrática del Congo (5/1)      | 1966, 1967, 1976, 1979, 2000.                                                                                                   | 2003                                           |
| Supercopa de la República Democrática del Congo (3/0) | 2013, 2014, 2016. (Récord) |                                                |

### Torneos internacionales (11 títulos)
| Competición internacional               | Títulos                      | Subcampeonatos |
| --------------------------------------- | ---------------------------- | -------------- |
| Liga de Campeones de la CAF (5/2)       | 1967, 1968, 2009, 2010, 2015 | 1969, 1970     |
| Recopa Africana (1/0)                   | 1980                         |                |
| Supercopa de la CAF (3/2)               | 2010, 2011, 2016             | 2017, 2018     |
| Copa Confederación de la CAF (2/1)      | 2016, 2017                   | 2013           |
| Copa Mundial de Clubes de la FIFA (0/1) |                              | 2010           |